# Fake news

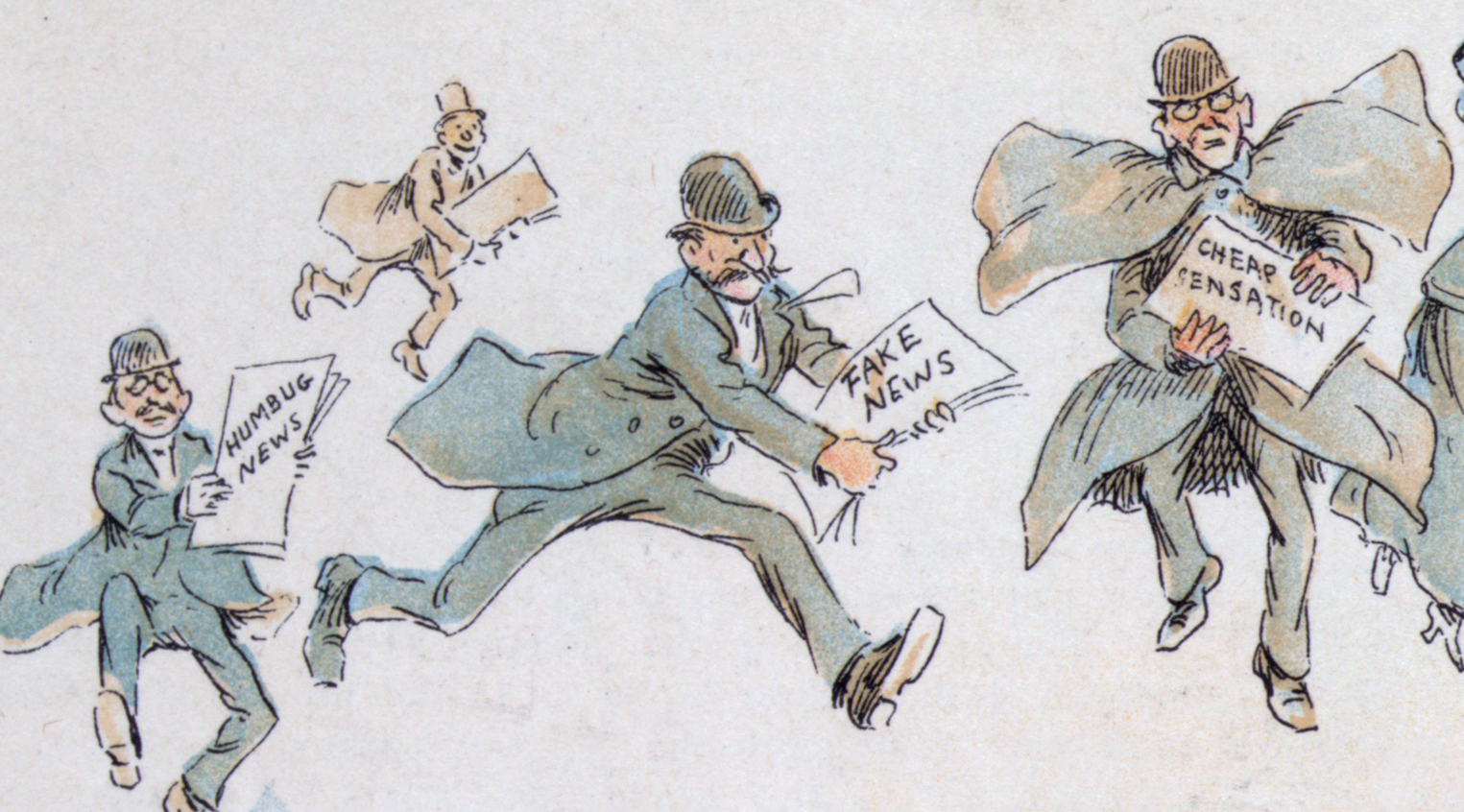
Reporterzy z różnymi formami fałszywych wiadomości na ilustracji Fredericka Burr Oppera z 1894 roku

Fake news – wpisy, wiadomości, całe kanały informacyjne, w których przekazywane dane okazują się nieprawdziwe lub przeinaczone. W języku polskim termin tożsamy z określeniem fałszywa wiadomość oznaczający nieprawdziwą lub częściowo nieprawdziwą wiadomość, często o charakterze sensacyjnym, publikowaną w mediach w celu wprowadzenia odbiorców w błąd i korzyści finansowych, politycznych lub prestiżowych.
Fake newsy celowo wprowadzają w błąd, szokują i budzą kontrowersje i ze względu na cel stosowania należy je odróżniać od satyry, parodii i humoru. Również niektóre osoby lub instytucje nazywają wiadomości fałszywymi tylko z powodu ich treści negatywnej dla tych osób lub instytucji.
Fałszywe wiadomości są tworzone, a następnie rozpowszechniane, m.in. z powodów politycznych, finansowych, ideologicznych (poglądów i przekonań), a także dla rozrywki, zabawy, z chęci zwrócenia na siebie uwagi lub uzyskania rozgłosu. Określenie to odnosi się najczęściej do nieprawdziwych treści publikowanych w mediach, w szczególności w mediach społecznościowych chociaż występują także w mediów tradycyjnych. Często, w celu przyciągnięcia uwagi odbiorców, stosowane są w nich chwytliwe nagłówki (ang. clickbait).
Fałszywe wiadomości są narzędziem propagandy i dezinformacji; mogą być elementem dezinformacji w ramach wojny hybrydowej oraz przyczyną i elementem konfliktu.

## Nazwa
Określenie fałszywe wiadomości (paszkwile itp.) jest bardzo stare i zostało definiowane w wielu kodeksach (patrz dalej − przypadek Polski), zaś fake news jest modnym anglicyzmem. Zwrot zapożyczony z języka angielskiego przywoływany coraz częściej w celu identyfikacji oraz opisu pewnego zjawiska w obszarze mediów (czy szerzej – komunikacji społecznej) zastępuje „tradycyjne” pojęcie fałszywej informacji. Semantyczna specyfika powoduje, że określenie fake news nie jest tłumaczone na wiele języków narodowych i nierzadko występuje, jak w języku polskim, w swoim angielskim oryginale. Innymi pokrewnymi terminami używanymi w języku polskim są: fałszywki, kaczki dziennikarskie, oszukańcze treści, humbugi,  blagi, plotki prasowe, paszkwile, kampania dezinformacyjna.

## Historia

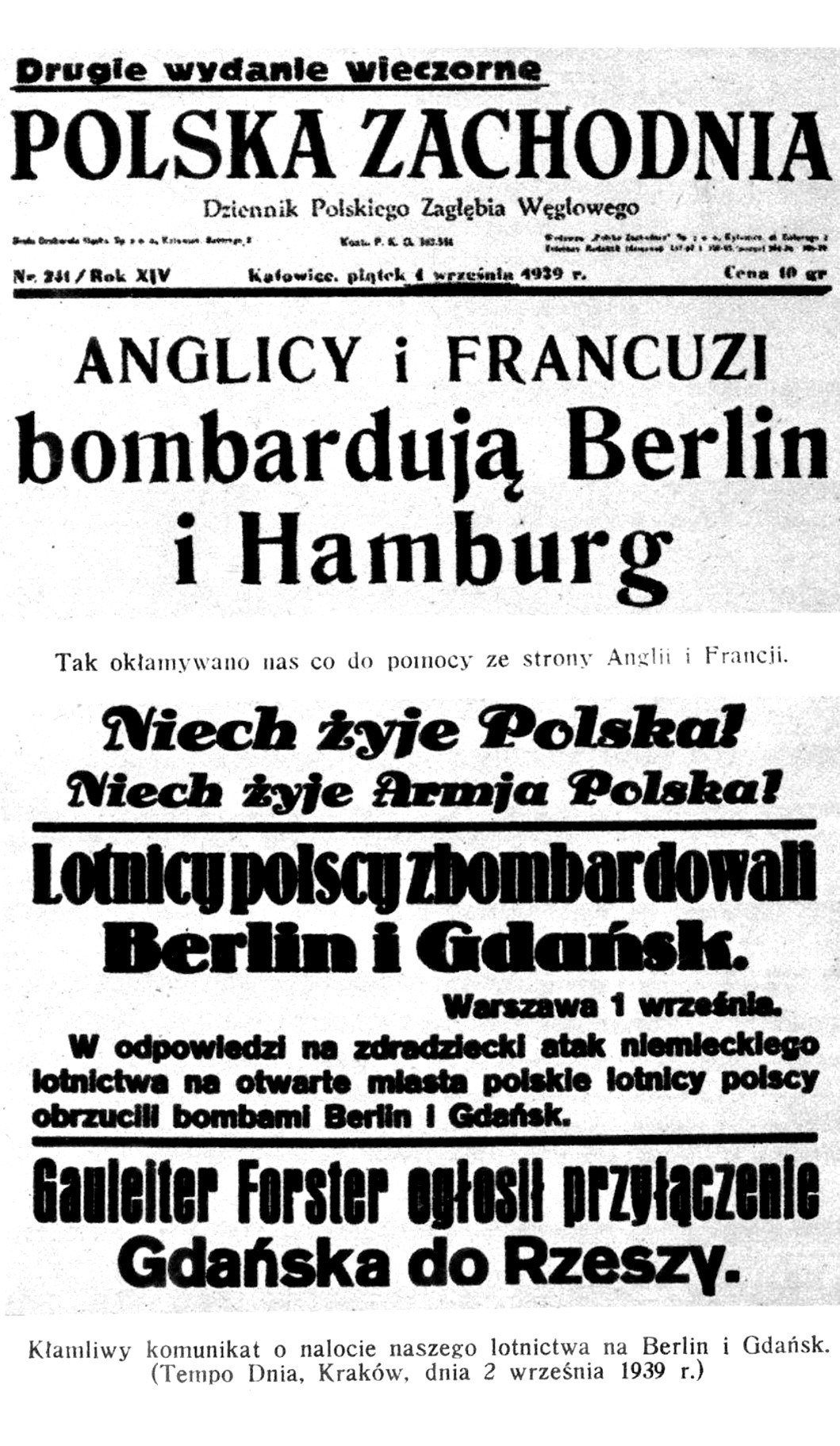
POLSKA ZACHODNIA (Dziennik polskiego Zagłębia Dąbrowskiego) i Tempo Dnia Ilustrowanego Kuriera Codziennego, 1 i 2 wrzesień 1939 – z kłamstwem, że to “ANGLICY i FRANCUZI (i Polacy) bombardują Berlin, Hamburg i Gdańsk” podczas kampanii wrześniowej – strona polskojęzycznej publikacji z lat 1940 krytykującej takie wcześniejsze „kłamliwe komunikaty” polskiego rządu

Choć były znane od czasów starożytnych, liczba i zasięgi fałszywych wiadomości zwiększały się wraz z rozwojem środków masowej komunikacji. Stanowiły od dawna ważny element budowania morale jako narzędzie w czasie wojny, szczególnie w przypadku krajów przegrywających, gdy wojsko „wycofuje się na z góry upatrzone pozycje” lub wręcz bohatersko bombarduje stolice wroga (patrz ilustracja polskich gazet z początku września 1939 roku z takimi fałszywymi komunikatami w ramach propagandy sukcesu). W XXI wieku zjawisko rozpowszechniania nieprawdziwych treści stało się zjawiskiem ogólnoświatowym. Oprócz zmyślonych historii, mających na celu oszukanie odbiorcy, jako fałszywki zaczęto także określać satyryczne wiadomości, których celem jest nie wprowadzanie w błąd, a humorystyczne komentowanie prawdziwych wiadomości.   

### Polska
Prawodawstwie polskie odziedziczyło to pojęcie po zaborcach i nie wahało się z niego korzystać ad hoc, na przykład w często adaptowanym „Rozporządzeniu Prezydenta Rzeczypospolitej [...] zmieniającym niektóre postanowienia ustaw karnych o rozpowszechnianiu nieprawdziwych wiadomości i o zniewagach”. Potem to narzędzie systematyzowano (typizowano) w kodeksie karnym, który przed drugą wojną światową tak je definiował:

Kto publicznie rozpowszechnia fałszywe wiadomości, mogące wywołać niepokój publiczny, podlega karze aresztu do lat 2 i grzywny.

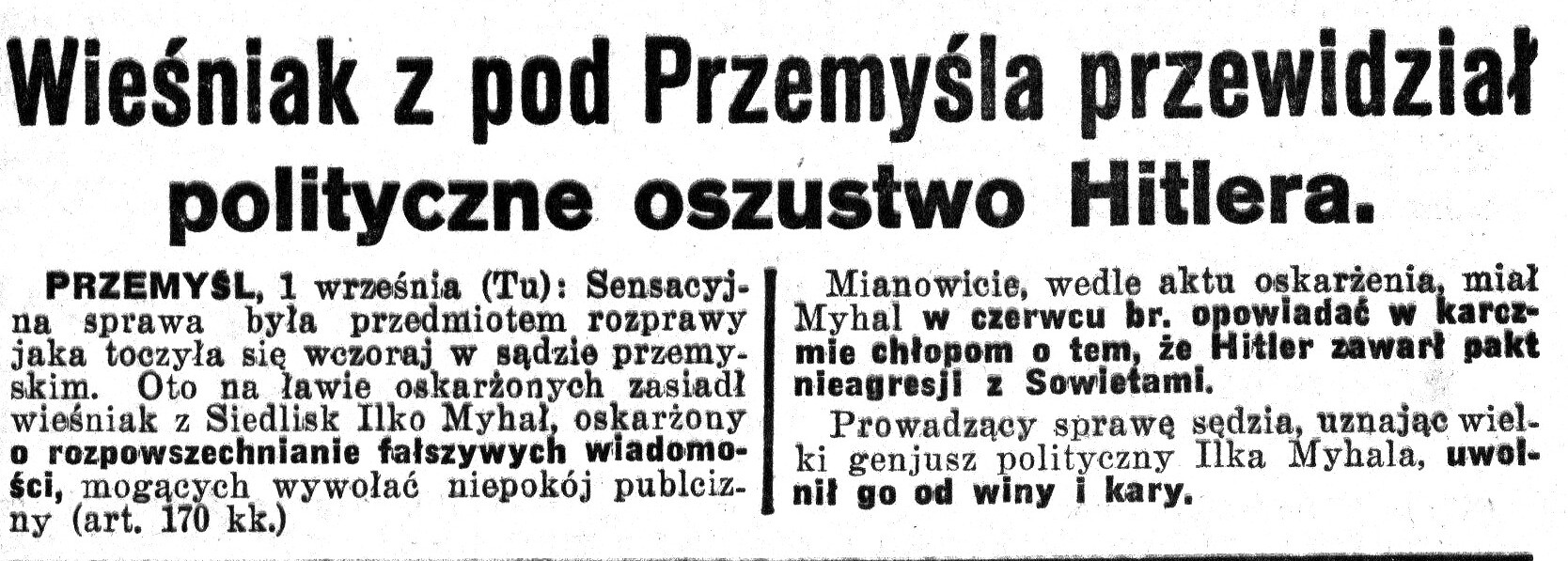
Chłop spod Przemyśla zbyt dobrze przewidział zagrania Hitlera na początku 1939 roku, więc został pozwany za fake news, zgodnie z ówczesnym kodeksem karnym: Tempo Dnia z 2 września 1939 roku

Ówczesne władze, reprezentujące umiarkowany reżym totalitarny, wykorzystywały je wielokrotnie do cenzury - głównie gazet robotniczych oraz do konfiskat nieprawomyślnych książek. Już w ówczesnej literaturze krytykowano to pojęcie za nieostrość, gdyż nie było znaczenia jakiej treści były głoszone wiadomości (patrz ilustracja z 1939 roku: chłop został pozwany do sądu za zbyt dobre przewidywanie politycznych wypadków), podczas gdy te same władze jednocześnie nie wahały się je same rozpowszechniać w ramach propagandy wojennej (patrz przykład wyżej).
Także za czasów Polskiej Rzeczpospolitej Ludowej zostały zdefiniowane jako przestępstwo; przepisy z 1946 roku wskazują:

Kto rozpowszechnia lub [...] sporządza, przechowuje lub przewozi pisma, druki lub wizerunki [...] które zawierają fałszywe wiadomości [...] podlega karze więzienia [...] na czas nie krótszy od lat 3 lub dożywotnio lub karze śmierci.

Wiadomości fałszywe występowały wtedy i obecnie w kontekście propagandy; definiowano je jako informacje zmyślone lub zniekształcone, które mogą wyrządzić istotną szkodę interesom Państwa Polskiego. Do przypisania winy za rozpowszechnianie takich wiadomości konieczne było wtedy, aby były one fałszywe zarówno w sensie obiektywnym, jak i subiektywnym, co oznacza, że sprawca musiał mieć świadomość ich nieprawdziwości. Jako byt prawny i na podstawie „złej sławy artykułu"  wykorzystywane były jako pretekst do walki z przeciwnikami politycznymi; na przykład w 1964 roku przed Sądem Wojewódzkim w Warszawie rozpoczął się proces polityczny Melchiora Wańkowicza: pisarza oskarżono z art. 23 tzw. małego kodeksu karnego (patrz wyżej) o „rozpowszechnianie fałszywych wiadomości” o Państwie Polskim i jego organach. W artykule 48 dekretu z dnia 12 grudnia 1981 r. o stanie wojennym, przewidziano dwa rodzaje przestępstw związanych z informacjami:
1. Rozpowszechnianie wiadomości - które mogą osłabić gotowość obronną państwa.
2. Rozpowszechnianie wiadomości fałszywych - które mogą wywołać niepokój publiczny lub rozruchy[33].

Przestępstwo związane z "wiadomościami fałszywymi" było kwalifikowane, co oznacza, że grozi za nie kara pozbawienia wolności od roku do lat 10.  Ponadto wyrok Sądu Najwyższego z dnia 26 kwietnia 1982 r. wyjaśniał, że przez „druk” rozumiano podobne środki (równoważne mediom) mające zdolność oddziaływania na opinię publiczną. Cały ten dekret został zastąpiony dopiero w ustawie z dnia 29 sierpnia 2002 r. o stanie wojennym oraz o kompetencjach Naczelnego Dowództwa Sił Zbrojnych przez nowoczesne regulacje dotyczące stanu wojennego, a obecnie obowiązującą wersję tej ustawy przyjęto w dniu 13 października 2022 r. (Dz.U.2022.2091).  Kwestię rozpowszechniania fałszywych wiadomości przesunięto do artykułu 132 kodeksu karnego w 1997 roku: ewentualna fałszywość wiadomości ma od tego roku znaczenie tylko, jeśli jej wytwórca jednocześnie „oddaj[e] usługi wywiadowcze Rzeczypospolitej Polskiej”.
W 2018 roku badanie na temat fałszywych wiadomości w Polsce przeprowadził ośrodek badawczy Kantar Public. Najwięcej ankietowanych przyznało, że ze zmanipulowanymi informacjami mają styczność codziennie lub prawie codziennie (75%). Pozostałe wskazania to: przynajmniej raz w tygodniu (27%), kilka razy w miesiącu (7%), rzadko lub nigdy (14%), nie wiem (4%). Zdaniem 79% badanych problem fałszywych wiadomości jest zagrożeniem dla demokracji. Jednocześnie 71% uczestników badania odpowiedziało, że jest w stanie rozpoznać czy informacja, z którą mają styczność, jest prawdziwa czy nie.

### USA
Podczas wyborów do Kongresu USA w 2010 roku, fałszywe wiadomości wywołały duże kontrowersje i spory. Niektórzy komentatorzy dostrzegali w nich znamiona moralnej paniki i masowej histerii. Inni zwracali uwagę na szkody wyrządzone dla zaufania publicznego.
Celem fałszywych wiadomości często jest zwiększanie zysku finansowego firm medialnych. W wywiadzie dla radia NPR Jestin Coler, dawniej kierujący stronami z fałszywymi wiadomościami, ujawnił, kto pisze fałszywe artykuły, kto finansuje te artykuły i dlaczego twórcy fałszywych wiadomości tworzą i rozpowszechniają je. Rozpoczął on swoją karierę w dziennikarstwie jako sprzedawca magazynów, potem zaczął pracować jako niezależny redaktor. Przyłączył się do branży fałszywych wiadomości, aby pokazać sobie i innym jak szybko fałszywe wiadomości mogą być rozpowszechniane. Coler powiedział, że jego firma zatrudniała od 20 do 25 edytorów i generowała zyski z reklam od 10 000 do 30 000 USD miesięcznie. Również użytkownicy Facebooka odgrywają istotną rolę w rozpowszechnianiu w fałszywych wiadomości. Mark Zuckerberg, dyrektor generalny Facebooka, powiedział: „myślę, że pomysł jakoby fałszywe wiadomości na Facebooku wpływały na wybory w jakikolwiek sposób jest to dość szalony”, a kilka dni później napisał w swoim blogu, że Facebook szuka sposobów na walkę z fałszywymi wiadomościami.
Wiele protrumpowskich internetowych fałszywych wiadomości pochodziło z macedońskiego miasta Wełes, gdzie około siedem różnych odpowiedzialnych za to organizacji, zatrudniało setki młodych osób, aby szybko produkować sensacyjne reportaże dla różnych firm amerykańskich oraz partii.
Jeden z dziennikarzy tworzących fałszywe wiadomości, Paul Horner, stał za szeroko rozpowszechnioną plotką, jakoby artysta Banksy został aresztowany. Tego typu historie często pojawiały się na pierwszych stronach wyszukiwarki Google, były także udostępnianie na Facebooku i traktowane poważnie przez osoby trzecie, takie jak kierownik kampanii wyborczej Donalda Trumpa Corey Lewandowski, Eryk Trump, „ABC News” czy „Fox News”. Horner później twierdził, że celem jego pracy w tamtym okresie było „sprawić, że zwolennicy Trumpa wyjdą na idiotów, poprzez dzielenie się tymi historiami”.

### Rosja
Fałszywe wiadomości mogą być elementem dezinformacji w ramach działań określanych jako środki aktywne w grupie „czarnej” technologii hybrydowych. W 2014 roku rosyjski rząd rozpowszechniał fałszywe wiadomości za pośrednictwem rosyjskich państwowych przedsiębiorstw medialnych jak Sputnik i RT (dawniej Russia Today) w ramach dezinformacji odnośnie m.in. do stworzenia fałszywego obrazu roli prorosyjskich rebeliantów w zastrzeleniu samolotu Malaysia Airlines lot MH17. W 2016 roku NATO oświadczyło, że obserwuje znaczny wzrost rosyjskiej propagandy i fałszywych wiadomości po aneksji Krymu w 2014 roku przez Rosję.

### W internecie

#### Strony internetowe
Fałszywki są często publikowane na specjalnie stworzonych stronach internetowych (ang. fake news websites). Aby przyciągnąć uwagę czytelników, autorzy publikowanych tam artykułów nadają im sensacyjne tytuły (ang. clickbait), a żeby zdobyć zaufanie często podszywają się pod znane źródła informacji. Adresy takich witryn mogą być upodabniane do adresów URL znanych lub budzących zaufanie stron (np. różnić się jedną literą w nazwie lub rozszerzeniem).

#### Media społecznościowe
W XXI wieku możliwości wprowadzania w błąd zostały rozszerzone poprzez szerokie wykorzystanie mediów społecznościowych. Jednym z serwisów, które ułatwiły rozprzestrzenianie się fałszywych wiadomości, był Facebook, jak również Twitter. Z mediów społecznościowych jako źródła wiadomości w 2016 korzystało 62% Amerykanów, co, w połączeniu z rosnącymi podziałami politycznymi oraz zjawiskiem bańki filtrującej, sprzyja tendencji ograniczania się do czytania nagłówków.
Według niektórych ekspertów fałszywki mogły mieć wpływ na wynik amerykańskich wyborów prezydenckich w 2016 roku. Fałszywe wiadomości miały wyższy wskaźnik udostępnień na Facebooku niż wiarygodne. Zdaniem analityków było to spowodowane tym, że fałszywe wiadomości często lepiej zaspokajały oczekiwania czytelników. Facebook początkowo zdementował te tezy. Sondaż przeprowadzony przez Pew Research w grudniu 2016 roku wykazał, że 64% dorosłych Amerykanów uważa, że całkowicie fałszywe wiadomości wywołują „wiele zamieszania”, podczas gdy 24% stwierdziło, że wywołują „nieco zamieszania”, a 11% stwierdziło, że wywołują „niewiele lub wcale zamieszania”. Ponadto, 23% ankietowanych przyznało, że osobiście, świadomie lub nie, udostępniło nieprawdziwą wiadomość.
Około sierpnia 2017 Facebook zaprzestał używania terminu „fake news”, zastępując go zwrotem „false news” (fałszywe informacje). Will Oremus z magazynu Slate napisał, że przyczyną tego był fakt, iż zwolennicy prezydenta Donalda Trumpa zaczęli odnosić termin fałszywki do mediów opozycyjnych względem ich partii.
Badania z Northwestern University dowiodły, że 30% z wszystkich fałszywek ma związek z Facebookiem, podczas gdy prawdziwych wiadomości – 8%. Badacze doszli też do wniosku, że odbiorcy fałszywych wiadomości nie są zamknięci w bańce filtrującej i wielu z nich czerpie również informacje z renomowanych źródeł.
W Chinach dochodziło do przypadków, kiedy fałszywe wiadomości przenikały do bardziej renomowanych witryn informacyjnych, powodując skandal. W następstwie zdarzeń na Zachodzie Ren Xianling z Cyberspace Administration of China zaproponował wprowadzenie systemu nagród i kar w celu walki z fałszywymi wiadomościami.

#### Internetowe trole i boty społecznościowe
Za rozpowszechnianie fałszywych wiadomości odpowiedzialni są także internetowe trole, w szczególności w serwisach takich jak Twitter czy Facebook. W okresie wyborów prezydenckich w Stanach Zjednoczonych w 2016 roku, senat USA poinformowano, że Rosja finansowała ponad 1000 trolli mających rozpowszechniać nieprawdziwe informacje na temat Hillary Clinton. Do rozpowszechniania fałszywek wykorzystywane są również boty społecznościowe. W czasie wyborów prezydenckich w USA w 2016 roku znacznie wzrosła liczba i zasięgi fałszywych wiadomości. To przełożyło się na rozpowszechnienie walki z ich rozprzestrzenianiem. Strony publikujące fałszywe wiadomości nie podejmowały współpracy z instytucjami weryfikującymi informacje, dlatego musiały one działać na własną rękę. W celu zmniejszania oddziaływania fałszywych wiadomości strony, takie jak Snopes.com czy FactCheck.org, przedstawiły wytyczne pomagające w wykrywaniu fałszywych serwisów. Serwisy społecznościowe i wyszukiwarki, takie jak Facebook i Google, były krytykowane za wspieranie rozpowszechniania się fałszywych wiadomości. Obie te instytucje podjęły działania, aby zdecydowanie ukrócić ten trend, jednak ich krytycy nadal uważają, że trzeba w tym celu robić więcej.
Po amerykańskich wyborach w 2016 roku Facebook zaczął oznaczać niewiarygodne wiadomości i ostrzegać przed nimi użytkowników. Do walki z fałszywkami może również zostać wykorzystana sztuczna inteligencja. W 2017 roku Facebook wykrył 30 000 kont odpowiedzialnych za rozprzestrzenianie dezinformacji na temat francuskich wyborów prezydenckich. Spółka zaczęła regularnie publikować raporty na temat działań podejmowanych w stosunku do takich „skoordynowanych nieuatentycznych zachowań” (coordinated inauthentic behavior, CIB) swoich użytkowników.
W 2018 Google, Facebook, Twitter, Mozilla i stowarzyszenia branżowe z sektora reklamy podpisały Unijny kodeks postępowania w zakresie
zwalczania dezinformacji (Code of Practice on Disinformation).

## Wzajemne oskarżenia o szermowanie fałszywymi wiadomościami

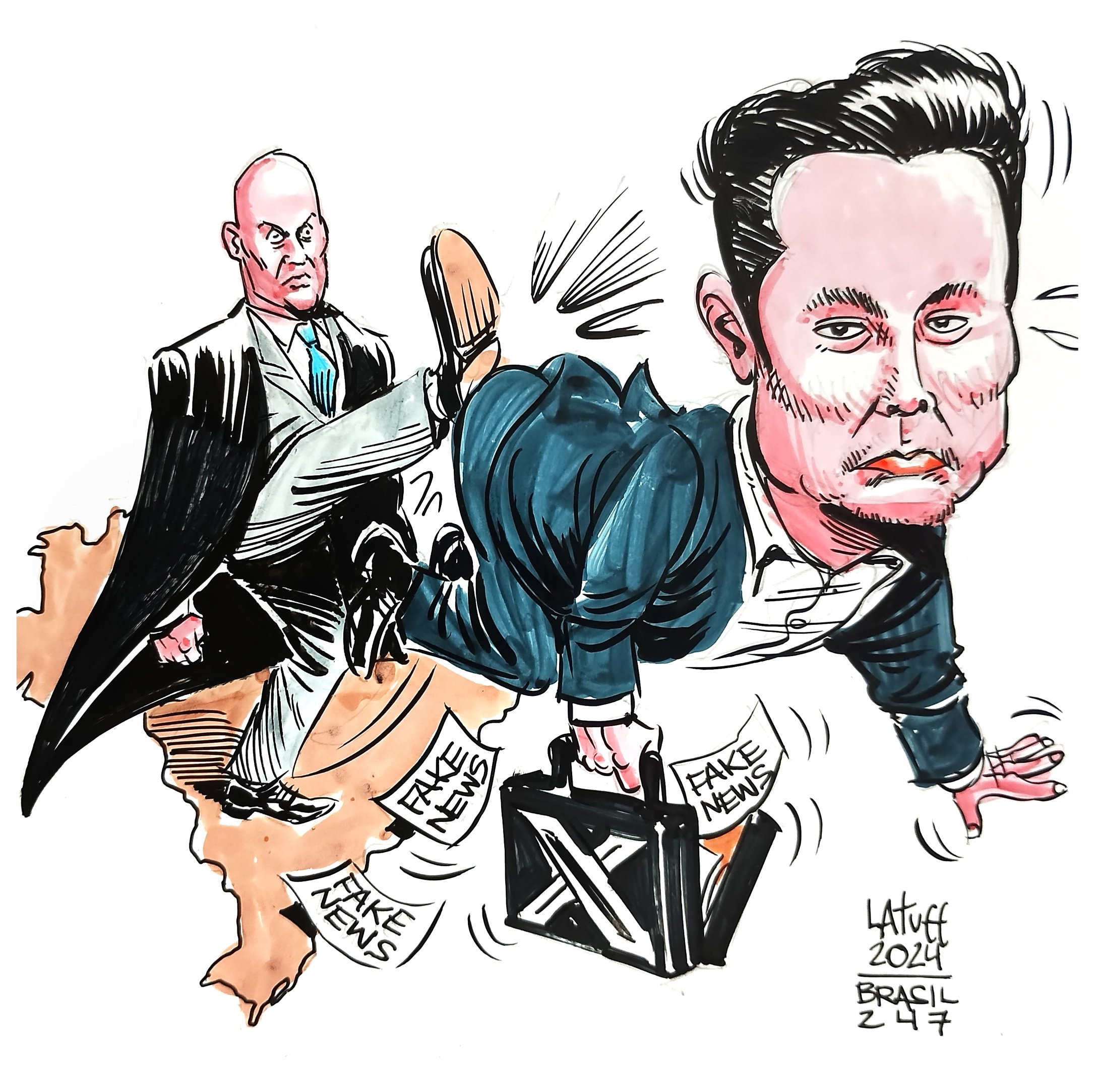
Blokada Twittera w Brazylii (wykopuje) X (Twitter) (symbolizowany przez Elona Muska) za domniemane fake news - autor: Carlos Latuff

W państwach autorytarnych i totalitarnych informacje przekazywane społeczeństwu są szczególnie kontrolowane, dlatego też wprowadzano regulacje karne penalizujące rozpowszechnianie „fałszywych” informacji, przy czym to organy państwa decydują o ich naturze. W kontekście wzajemnych oskarżeń o fałszywe wiadomości, historia pojęcia "wielkiego kłamstwa" (niem.) große Lüge, po raz pierwszy sformułowanego przez Adolfa Hitlera w Mein Kampf, ilustruje jak polityczna propaganda może manipulować prawdą, co jest obecnie widoczne w sporach między na przykład Donaldem Trumpem a mediami, które oskarżają się nawzajem o szerzenie fake news (wielkich kłamstw):

Nie wierzcie w bzdury, które widzicie od tych ludzi, w fałszywe wiadomości (fake news).

Andrzej Duda na konferencji prasowej w Kowalewie Pomorskim zaprzeczył doniesieniom polskiej prasy o domniemanym wykorzystaniu usług Cambridge Analytica do promocji swojej kandydatury między innymi na Facebooku w 2015 roku słowami: „To musi być jakiś fake news”.
W lipcu 2024 roku, X Corp (firma macierzysta X) wysłała list do Ośrodka Zwalczania Nienawiści w Internecie (Center for Countering Digital Hate, CCDH), oskarżając tę grupę o szerzenie "serii niepokojących i bezpodstawnych twierdzeń" (fake news) oraz sugerując, że CCDH jest finansowane przez konkurentów X lub zagraniczne rządy, lecz X tę sprawę wkrótce przegrał. Z kolei wiele stron oskarża Elona Muska o to samo: propagowanie fałszywych przekazów w celach politycznych.

## Reakcje

### Grecja
W listopadzie 2021 r. grecki parlament przyjął ustawę wprowadzającą surowsze kary za poważne przestępstwa, w tym za rozpowszechnianie fałszywych wiadomości. Zmieniono art. 191 kodeksu karnego, który odtąd stanowił, że kto publicznie rozpowszechnia fałszywe wiadomości mogące wywołać niepokój publiczny, podlega karze pozbawienia wolności na co najmniej trzy miesiące i grzywnie. Jeżeli czyn został popełniony wielokrotnie za pośrednictwem prasy lub Internetu, sprawca podlega karze pozbawienia wolności na okres co najmniej sześciu miesięcy oraz karze grzywny. Tej samej karze podlega faktyczny właściciel lub producent narzędzi użytych do popełnienia takiego przestępstwa.
W grudniu 2022 r. art. 191 kodeksu karnego został zmieniony, aby złagodzić niektóre z tych przepisów. Nowa wersja art. 191 kodeksu karnego ogranicza maksymalną karę do trzech lat pozbawienia wolności i zmienia charakter przestępstwa na skutkowe, wymagając wywołania strachu u określonej grupy ludzi. Nowa redakcja przepisu jest bardziej łagodna dla sprawców, co miało wpływ na toczące się sprawy, w tym dotyczące antyszczepionkowców..

### Polska
Polskie prawo karało za fałszywe wiadomości już w latach 1920 roku: patrz Historia. W Polsce organizacją zajmującą się wykrywaniem fałszywych wypowiedzi, głównie polityków, jest Stowarzyszenie Demagog, członek International Fact-Checking Network. Tematykę fałszywek Polsce i na świecie porusza m.in. portal „fakenews.pl” oraz inne organizacje zajmujące się weryfikacją treści (ang. fact-checking).
Wiadomości nieprawdziwe i mogące wprowadzać w błąd opinię publiczną są szczególnie istotne w kontekście historycznym, gdzie takie informacje mogą negować zbrodnie wojenne. Według Witolda Kuleszy w latach 1990 można było niesławny paragraf 271 par. 1 kodeksu karnego wykorzystać do ochrony prawdy historycznej przed próbami jej fałszowania, co może być interpretowane jako fałszywe wiadomości zaprzeczające faktom historycznym. Podobne głosy zaczęły się pojawiać też w latach 2020, w wyniku analizy fałszywych wiadomości związanych z epidemią COVID-19.

### Singapur
Singapur w 2019 roku wprowadził surowe kary za systemowe szerzenie dezinformacji.

### Słowacja
Na Słowacji, pod wpływem wydarzeń w Ukrainie w 2022 roku, rozpoczęła się dyskusja na temat kryminalizacji rozpowszechniania fałszywych wiadomości. Proponowane zmiany w prawie karnym obejmowały m.in. § 361 kodeksu karnego, który penalizowałby rozpowszechnianie fałszywych wiadomości alarmowych, mogących wywołać poważne zamieszanie. Sankcje za to przestępstwo miały wynosić od 2 do 10 lat pozbawienia wolności, w zależności od skutków czynu.
Propozycje te spotkały się z krytyką ze strony środowisk prawniczych i politycznych, które wskazywały na nieprecyzyjność przepisów oraz możliwe naruszenie wolności słowa. W rezultacie, we wrześniu 2022 roku, słowackie Ministerstwo Sprawiedliwości wycofało się z zamiaru wprowadzenia tych zmian do porządku prawnego.

### Unia Europejska
Analizę fałszywych wiadomości podawanych przez rosyjskie media, prowadzi m.in. EUvsDisinfo, utworzone przez Unię Europejską w marcu 2015.

### Ukraina
Zajmuje się tym StopFake utworzone przez wykładowców, studentów i absolwentów Mohylańskiej Szkoły Dziennikarstwa oraz dziennikarzy wolontariuszy w marcu 2014